# NGC 1896
NGC 1896 – grupa gwiazd znajdująca się w gwiazdozbiorze Woźnicy, prawdopodobnie gromada otwarta. Odkrył ją William Herschel 17 stycznia 1784 roku. Znajduje się w odległości ok. 8480 lat świetlnych od Słońca.